# Музей К. Маркса и Ф. Энгельса
Музей К. Маркса и Ф. Энгельса — структурное подразделение Института марксизма-ленинизма (ИМЛ при ЦК КПСС).
Музей был создан в Москве по решению ЦК КПСС от 9 марта 1960, и открыт для посещения 7 мая 1962 в доме № 5 по улице Маркса-Энгельса (современный Малый Знаменский переулок).

## История
8 декабря 1920 пленум ЦК РКП(б) по предложению Ленина поставил задачу создания «первого в мире музея по марксизму». В 1921 при институте К. Маркса и Ф. Энгельса было создано музейное отделение, «развернувшее работу по выявлению и собиранию документов о жизни и деятельности Маркса и Энгельса, иконографии, произведений искусства, реликвий революционной борьбы».
В этом музейном отделении с конца 1920-х годов проходили выставки о революционной деятельности основоположников марксизма, по истории рабочего и коммунистического движения. В 1960 году музей стал самостоятельной единицей.
В январе 1992 года музей был закрыт в связи с прекращением деятельности Института марксизма-ленинизма, структурным подразделением которого он являлся. В январе 1993 г. фонды музея поступили в Российский центр хранения и изучения документов новейшей истории (Российский государственный архив социально-политической истории), где действует музейная группа Отдела обеспечения сохранности документов.

## Здание

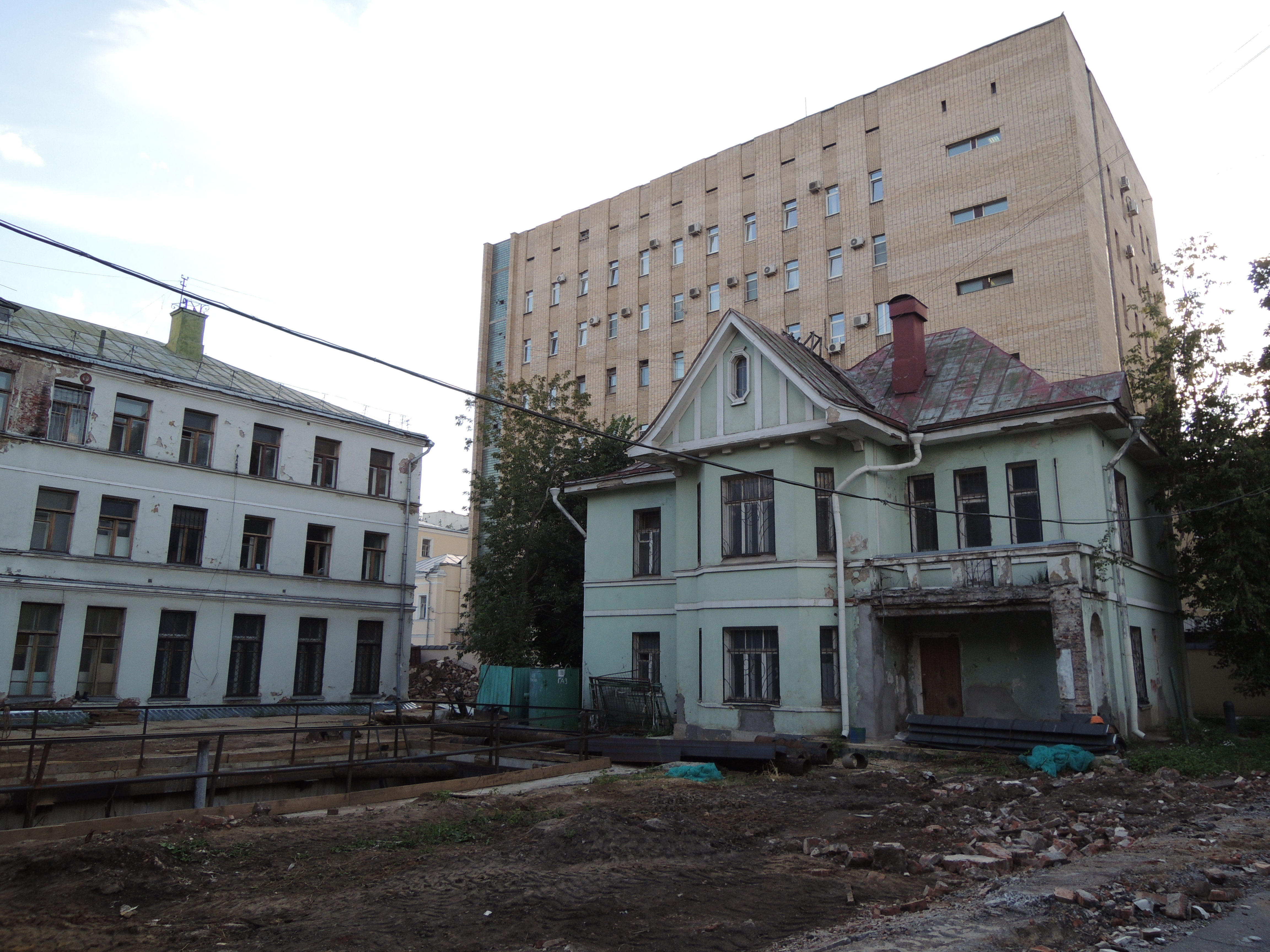
Коттедж Энгельса и боковое крыло усадьбы — бывшего музея (фотография 2013 года)

Музей разместился в особняке на Волхонке (позади ГМИИ), в доме, где начинал свою деятельность институт, позже переехавший на Тверскую площадь.
На его территории в раннесоветские годы со стороны Колымажного переулка был построен коттедж — копия дома Фридриха Энгельса в Манчестере.

## Коллекция
Коллекция была составлена из материалов, собранных в 1920-х — 30-х годах Институтом Маркса и Энгельса при ЦИК СССР (директор Д. Б. Рязанов) и Институтом Маркса, Энгельса, Ленина при ЦК ВКП(б) (директор В. В. Адоратский).
«Материалы приобретались в антикварных магазинах и на аукционах во Франции, Германии, Англии и были получены в дар от потомков Маркса и Энгельса, ветеранов социалистического и рабочего движения».
В итоге его сотрудниками удалось собрать значительные коллекции материалов о жизни и деятельности Маркса и Энгельса, по революционному, рабочему и освободительному движению. В фондах музея к 1973 году насчитывалось около 100 тысяч единиц хранения.
- наиболее полное собрание (около 1000 единиц) фотографий Маркса и Энгельса, их соратников, деятелей международного революционного движения, а также членов семьи Маркса, участников Парижской Коммуны 1871 (около 600 единиц)
- гравюры и рисунки, запечатлевшие события и участников Революции 1848—49, виды городов, в которых протекала деятельность Маркса и Энгельса изображения эпизодов стачечной борьбы, освободительного движения в Ирландии, Венгрии, Польше и др.
- коллекция политической карикатуры периода Парижской Коммуны (свыше 7000 единиц)
- личные вещи Маркса и Энгельса
- воссозданный рабочий кабинет Маркса
- собрание прижизненных изданий трудов, экземпляры газет, в которых были опубликованы произведения основоположников марксизма, копии их рукописей
- материалы о деятельности Ленина как великого продолжателя учения и дела Маркса и Энгельса
- об осуществлении их идей в первом в мире социалистическом государстве — СССР и других странах социализма
- о современном коммунистическом движении[1].

РГАСПИ, куда коллекция поступила в 1990-х, отмечает, что наибольшую художественную и историческую ценность в настоящий момент представляет собрание гравюры XVIII-XIX вв.: — английская карикатура конца XVIII — начала XIX века (Хогарт, Гилрей, Крукшенк, Роландсон и др.); коллекция французской гравюры (с середины XVIII века и до 1815 г.); французская политическая сатира эпохи Великой Французской революции; произведения живописи и скульптур (Голубкина, Иван Андреев, Алешин, художники Фешин, Жуков, и др.); коллекция плакатов. «Полностью сохранились элементы экспозиции музея, выполненные в художественных мастерских, фотолаборатории Центрального партийного архива по заказу музея: макеты, муляжи, рукописей и т. п., более 7000 томов антикварных книг, использовавшихся в экспозиции».

### Деятельность
Музей занимался лекционной и издательской деятельностью и посещался большим количеством людей (по данным 1970-х годов — свыше 1 млн; за 1975 год — 69 тыс. чел.).
В музее читались лекции, проводились занятия для слушателей сети партийного просвещения, студентов, учащихся средних школ, военнослужащих Советской Армии.